# Kliusivka, Novi Sanjarî
Kliusivka (în ucraineană Клюсівка) este o comună în raionul Novi Sanjarî, regiunea Poltava, Ucraina, formată numai din satul de reședință.

## Demografie
Componența lingvistică a comunei Kliusivka
     Ucraineană (93,51%)
     Rusă (6,49%)
Conform recensământului din 2001, majoritatea populației comunei Kliusivka era vorbitoare de ucraineană (93,51%), existând în minoritate și vorbitori de rusă (6,49%).